# James Bamford
V. James Bamford (15 septembre 1946) est un journaliste et écrivain américain. Il a surtout écrit sur les agences de renseignement américaines, principalement la National Security Agency (NSA). Il a enseigné à l'université de Californie à Berkeley en tant que professeur distingué invité et a rédigé des articles pour le compte des magazines The New York Times Magazine, The Atlantic et Harper's. En 2006, il reçoit le National Magazine Award for Reporting pour son article The Man Who Sold The War (L'homme qui a vendu la guerre) paru dans le magazine Rolling Stone. Il est notamment connu pour avoir révélé en 1982 au grand public l’existence de la NSA.

## Ouvrages
- (en) James Bamford, The Puzzle Palace : A Report on America's Most Secret Agency, Houghton Mifflin, 1982, 655 p. (ISBN 0-14-006748-5)
- (en) James Bamford, The Puzzle Palace : Inside the National Security Agency, America's Most Secret Intelligence Organization, Viking Press, 2001 (ISBN 0-14-023116-1)
- (en) James Bamford, Body of Secrets : Anatomy of the Ultra-Secret National Security Agency, Anchor, 30 avril 2002, 763 p. (ISBN 0-385-49908-6)
- (en) James Bamford, A Pretext for War : 9/11, Iraq, and the Abuse of America's Intelligence Agencies, Anchor, 10 mai 2005, 472 p. (ISBN 1-4000-3034-X)
- (en) James Bamford, The Shadow Factory : The Ultra-Secret NSA from 9/11 to the Eavesdropping on America, Doubleday, 16 septembre 2008, 395 p. (ISBN 978-0-385-52132-1 et 0-385-52132-4)

## Citations originales
1. ↑  distinguished visiting professor